# Alphomorphus vandykei
Alphomorphus vandykei är en skalbaggsart som först beskrevs av Linsley 1930.  Alphomorphus vandykei ingår i släktet Alphomorphus och familjen långhorningar. Inga underarter finns listade i Catalogue of Life.